# Friedrich Wilhelm von Hanau

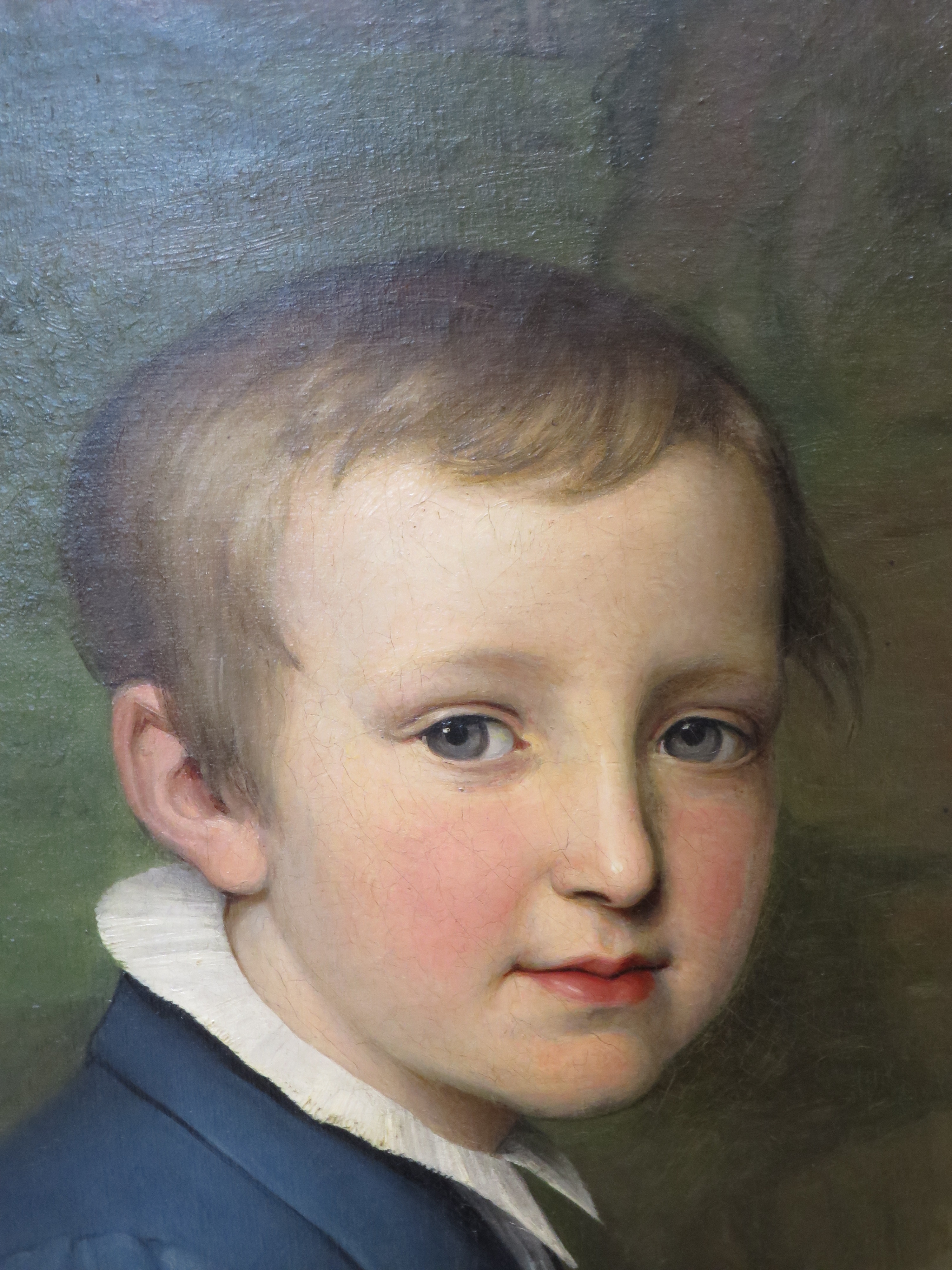
Friedrich Wilhelm im Alter von sieben Jahren

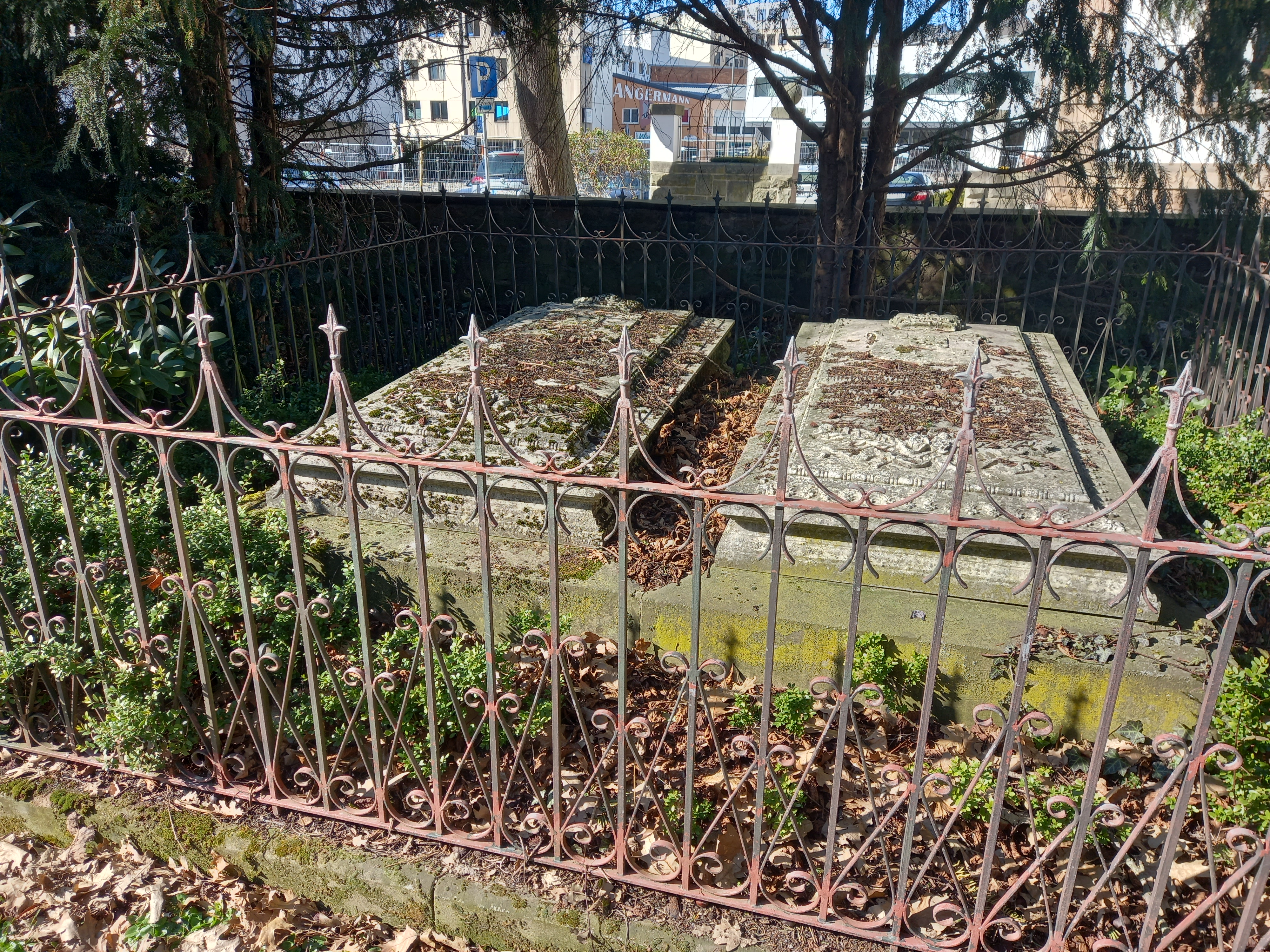
Das Grab von Friedrich Wilhelm und Ludovika Gloede auf dem Alten städtischen Friedhof Fulda

Friedrich Wilhelm von Hanau (* 18. November 1832, Schloss Wilhelmshöhe; † 14. Mai 1889 in Riesbach bei Zürich) war der älteste Sohn des Kurfürsten Friedrich Wilhelm I. von Hessen-Kassel (* 1802; † 1875) und dessen morganatischer Ehefrau Gertrude, spätere Fürstin von Hanau und zu Hořowitz (* 1803; † 1882).

## Leben
In anhaltender Familientradition stürzte er sich gleich mit seiner ersten Ehe in einen Familienskandal: Er beging als Leutnant der Garde du Corps Fahnenflucht und heiratete am 23. September 1856 in der Kirche St. James in Westminster die Schauspielerin Auguste Birnbaum, spätere Gräfin Schaumburg (* 9. Oktober 1837; † 29. Juni 1862 in Cannstatt), Tochter des Hofschauspielers Carl Birnbaum zu Kassel und der Maria Sargany. Damit verhielt er sich nicht weniger standesgemäß als sein Vater, der, um seine Mutter zu heiraten, deren erste Ehe gesprengt hatte. Gleichwohl nahm ihm sein Vater die Ehe sehr übel, zumal er ihn aus seinem Dienstverhältnis in der österreichischen Armee nach Kassel zurückbeordert hatte, um ihn nach von dort kolportierten Frauengeschichten besser überwachen zu können. Der Kurfürst schloss ihn von dem Fideikommiss Hanau-Hořowitz aus, den er zugunsten seiner Kinder errichtet hatte, da diese aufgrund der nicht standesgemäßen Ehe ihrer Eltern nicht in der Kurwürde und im Fideikommiss des Hauses Hessen nachfolgen konnten. Aus der Ehe zwischen Friedrich Wilhelm und Auguste Birnbaum gingen keine Kinder hervor. Der Prinz knickte gegenüber den Wünschen des Vaters bald ein, kehrte nach Kassel zurück, und die Ehe wurde geschieden.
Sein Vater verbannte den aus dem Heer ausgeschlossenen Prinzen nach Fulda, wo er wiederum eine Schauspielerin kennenlernte: Ludovika Gloede (* 6. Mai 1840 in Hamburg; † 20. April 1912 in München), Tochter des Pastors Friedrich Gloede und der Marie Dorothea Ludovika Goldbeck. Diesmal blieb es mit Rücksicht auf den Vater zunächst bei einem außerehelichen Verhältnis, und die beiden heirateten erst am 8. April 1875, nach dem Tod des Kurfürsten. Sie nannte sich Gräfin Schaumburg, was seitens des Königreichs Bayern anerkannt wurde. Sie hatten einen Sohn, Friedrich August (* 1864; † 1940). Trotz des kurfürstlichen Ausschlusses vom Erbe nahmen die Nachkommen den Titel „Fürst von Hanau“ an, was durch Urteile des Bayerischen Obersten Landesgerichts vom 4. Juni 1930 und des Landgerichts München vom 28. Mai 1931 anerkannt wurde. Die heute noch existierende Familie der Fürsten von Hanau entstammt dieser Ehe.
1889 starb Prinz Friedrich Wilhelm von Hanau in seiner Villa Seefeld in Riesbach bei Zürich.